# Gökdeniz Karadeniz
Gökdeniz Karadeniz (Giresun, Turquia, 11 de gener de 1980) és un futbolista turc que habitualment juga de mig-campista. El seu primer equip fou el Trabzonspor i actualment juga a les files del FC Rubin Kazan de la Lliga Premier de Rússia.

## Trajectòria
Karadeniz inicià la seva trajectòria professional a la seva Turquia natal a les categories inferiors del Trabzonspor. Debutà amb el primer equip la temporada 1999/00, jugant-hi fins a l'any 2008 tot aconseguint dos títols de Copa.
L'any 2008 fitxa per 8,7 milions d'euros pel FC Rubin Kazan de la Lliga Premier de Rússia amb el qual aconseguí el títol lliguer rus de 2008.
Debutà amb la selecció de futbol de Turquia l'any 2003 i des d'aleshores ha disputat 50 partits, tot marcant 6 gols.

## Palmarès
- 1 Lliga Premier de Rússia: 2008 (Rubin Kazan)
- 2 Copa de Turquia: 2003 i 2004 (Trabzonspor)